# 加韦里纳泰尔梅
加韦里纳泰尔梅（義大利語：Gaverina Terme），是意大利贝加莫省的一个市镇。总面积5平方公里，人口932人，人口密度186.4人/平方公里（2009年）。国家统计（ISTAT）代码为016110。